# انضمام صربيا إلى الاتحاد الأوروبي

الاتحاد الأوروبي باللون الأخضر بينما صربيا باللون البرتقالي

انضمام صربيا إلى الاتحاد الأوروبي مدرج على جدول الأعمال الحالي لتوسيع الاتحاد الأوروبي في المستقبل منذ عام 2012 عندما أصبحت مرشحة للانضمام. تقدمت صربيا رسميًا بطلب عضوية الاتحاد الأوروبي في 22 ديسمبر 2009. مفاوضات الانضمام جارية حاليا. من المتوقع أن تستكمل صربيا مفاوضاتها بحلول نهاية عام 2024، مما يسمح لها بالانضمام إلى الاتحاد بحلول عام 2026. صربيا في الاتحاد الاوروبي داود وليد
تتلقى صربيا حاليًا 2.9 مليار يورو من المساعدات التنموية حتى عام 2020 من أداة المساعدة قبل الانضمام، وهي آلية تمويل للبلدان المرشحة للانضمام إلى الاتحاد الأوروبي. صربيا واحدة من خمس دول مرشحة حاليًا للاتحاد الأوروبي، إلى جانب ألبانيا والجبل الأسود ومقدونيا الشمالية وتركيا.

## التحديد والتوصية والترشيح
تكثفت المفاوضات مع جمهورية يوغوسلافيا الفيدرالية (لاحقًا اتحاد دولة صربيا والجبل الأسود) بعد الهزيمة الانتخابية والإطاحة بسلوبودان ميلوسيفيتش في عام 2000، وأعلن الاتحاد الأوروبي رسميًا أن دول البلقان مرشحة محتملة للعضوية بعد قمة الاتحاد الأوروبي وغرب البلقان في ثيسالونيكي في 21 يونيو 2003.
في 7 نوفمبر 2007، بدأت صربيا اتفاقية الاستقرار والمشاركة (SAA) مع الاتحاد الأوروبي. أوصت المفوضية الأوروبية بجعل صربيا مرشحًا رسميًا في 12 أكتوبر 2011. بعد توصية المجلس في 28 فبراير 2012، حصلت صربيا على وضع المرشح الكامل في 1 مارس. في ديسمبر 2013، وافق مجلس الاتحاد الأوروبي على فتح مفاوضات لانضمام صربيا.

### عملية تحرير التأشيرات
في 1 يناير 2008، دخلت اتفاقية تيسير التأشيرات وإعادة القبول بين صربيا والاتحاد الأوروبي حيز التنفيذ. في 19 ديسمبر 2009، تم إلغاء متطلبات التأشيرة للصرب المسافرين إلى دول شنغن.

## صربيا وكوسوفو
أكبر عقبة بين انضمام صربيا إلى الاتحاد الأوروبي هي علاقتها المتوترة مع كوسوفو[بحاجة لمصدر] التي أعلنت استقلالها في 17 فبراير 2008.
أعلنت الحكومة الصربية أن وضع كوسوفو لا ينبغي ربطه بمفاوضات الاتحاد الأوروبي. في سبتمبر 2012، أنكر مفوض توسيع الاتحاد الأوروبي ستيفان فول أن الاتحاد الأوروبي سيصر على اعتراف صربيا بكوسوفو قبل أن تتمكن من الانضمام إلى الاتحاد الأوروبي.
في 19 أبريل 2013، أكملت حكومتا كوسوفو وصربيا اتفاقية بروكسل، والتي تم الترحيب بها كخطوة رئيسية نحو تطبيع العلاقات ومكنت من بدء محادثات الانضمام إلى الاتحاد الأوروبي مع صربيا. في 22 أبريل 2013، أوصت المفوضية الأوروبية ببدء محادثات الانضمام إلى الاتحاد الأوروبي مع صربيا.
في تشرين الثاني (نوفمبر) 2013، اقترح وزير خارجية كوسوفو، أنور خوجا، أن يوافق الاتحاد الأوروبي على انضمام كوسوفو وصربيا في وقت واحد بسبب مخاوف من أنه إذا تم قبول صربيا أولاً، فيمكنها نقض عضوية كوسوفو. ومع ذلك، لم تتوقف مفاوضات انضمام صربيا.

## تقدم المفاوضات
في عام 2020، قال رئيس صربيا إن بلاده تؤيد طريقة الاتحاد الأوروبي الجديدة للمفاوضات. من المحتمل أن تدخل الطريقة الجديدة حيز التنفيذ في أوائل عام 2021.

## الرأي العام
أظهر استطلاع للرأي في أغسطس 2017 أن 51.2٪ يؤيدون الانضمام إلى الاتحاد الأوروبي، و 36.3٪ يعارضون، و 12.5٪ لم يقرروا. لكن نفس الاستطلاع تساءل أيضًا: "إذا كان الاعتراف باستقلال كوسوفو شرطًا للانضمام إلى الاتحاد الأوربي، فهل تعتقد أنه يجب قبول هذا الشر؟"، حيث أجاب 12.1٪ بعم، و 70.6٪ لا، و 17.3٪ لم يقرروا.